# أزيليو فيتشيني
أزيليو فيتشيني (بالإيطالية: Azeglio Vicini)، (تشيزينا، 20 مارس 1933 - 31 يناير 2018) مدرب كرة قدم إيطالي سابق.
درب منتخب إيطاليا لكرة القدم في كأس الأمم الأوروبية لكرة القدم 1988 وبطولة كأس العالم لكرة القدم 1990.

## روابط خارجية
- أزيليو فيتشيني على موقع قاعدة بيانات كرة القدم.إي يو (الإنجليزية)
- أزيليو فيتشيني على موقع عالم كرة القدم.نت (الإنجليزية)